# Rickrolling
Rickrolling (auch Rick Rolling) ist ein Scherz im Internet, bei dem ein ahnungsloser Internetnutzer auf ein Videoportal geleitet wird, auf dem ihm das Musikvideo des Liedes Never Gonna Give You Up von Rick Astley präsentiert wird.

## Ursprung und Variationen
Seit dem Mai 2007 existiert das Internetphänomen des Rickrolling. Es ist ein Scherz, bei dem in einer Internet-Diskussion ein Link, der scheinbar zum Thema passt, veröffentlicht wird. Der Link führt dann aber zu einer eigenen Webseite (alternativ aber auch zur Videoplattform YouTube), auf der man anschließend das Video des Songs Never gonna give you up teilweise mit dem Hinweistext „You have been Rickrolled“ (deutsch „Du wurdest gerickrollt“) zu sehen bekommt. Rickrolling entwickelte sich aus dem Duckrolling der Community 4chan, bei dem der Link zu dem Bild einer Ente auf Rädern führt. Manche Videos zeigen auch anfangs kurz das Versprochene, bevor Never Gonna Give You Up beginnt.
Am 28. Juli 2021 erreichte das Original-Musikvideo bei YouTube über eine Milliarde Aufrufe.

## Außerhalb des Internets
Am 14. April 2008 fand im Bahnhof Liverpool Street in London ein Rickmob (zusammengesetzt aus Rickroll und Flashmob) statt, bei dem etwa 300 bis 400 Teilnehmer das Lied sangen.
Vom 4. bis zum 12. Oktober 2008 war Blinkenlights Stereoscope des Chaos Computer Club in der City Hall von Toronto installiert. Auf diesem konnte man auch monochrome Videos abspielen und zumindest am ersten Abend war dort auch Rick Astleys Video zu sehen. Eine etwas kleinere Vorführung gab es auf der Installation im Schönherz-Studentenheim in Ungarn.
Mehrere Internet-Comics thematisierten das Video. Sicherheitsexperte Dan Kaminsky demonstrierte mit dem Rick-Astley-Video eine Sicherheitslücke im DNS-System mancher Provider.
Bei der traditionellen Macy’s Thanksgiving Day Parade am 27. November 2008 in New York City machte Rick Astley selbst bei einem Rickrolling mit. Während auf einem Festwagen des Cartoon Networks Charaktere der Serie Fosters Haus für Fantasiefreunde die Titelmelodie Best Friend zur 1970er-Fernsehserie The Courtship of Eddie's Father sangen, kam überraschend Rick Astley aus dem Wagenaufbau und begann, seinen Hit vorzutragen. Am Ende des Auftritts rief der Charakter Cheese: „I like Rickrolling!“ Die Parade und somit auch dieser Auftritt wurde von NBC landesweit übertragen.

### MTV Europe Music Awards
2008 wurde MTV erfolgreich „rickrolled“. Bei den MTV Europe Music Awards 2008 wurde die Kategorie Best Act Ever eingeführt, bei der die Nominierten und anschließend der Gewinner von den Zuschauern im Internet gewählt werden sollten. Eine Internet-Gemeinde machte sich einen Spaß daraus, möglichst viele Stimmen für Rick Astley abzugeben. Das Ganze führte dazu, dass Rick Astley zusammen mit Christina Aguilera, Green Day, U2, Tokio Hotel und Britney Spears zu den Nominierten gehörte und schließlich sogar gewann. Das anwesende Publikum der Veranstaltung zeigte jedoch Unverständnis für derartigen Humor. Rick Astley nahm den Preis nicht persönlich entgegen.

## Trivia
- Am 1. April 2008 leitete YouTube als Aprilscherz alle Links auf seiner Startseite kurzzeitig auf das besagte Musikvideo um und „rickrollte“ so ahnungslose Besucher.[10]
- Im November 2009 wurde der erste iPhone-Wurm bekannt. Er nutzt eine Sicherheitslücke bei iPhones mit Jailbreak zur Verbreitung aus und tauscht beim Opfer das Hintergrundbild gegen ein Foto von Rick Astley mit dem Zusatz „ikee is never going to give you up (You have been Rickrolled)“ aus.[11]
- Seit dem 14. April 2010 hat der Multimessenger Trillian ein Update der Version 4.2 veröffentlicht, das es möglich machen soll, ein Rickroll-Video zu erkennen, wenn man den Link per Instant Messaging erhält. Sobald man über den Link fährt, erhält man weitere Informationen, ohne dafür den Link öffnen zu müssen. Das Besondere ist, dass Trillian dabei in den Update-Informationen spezifisch auf Rickrolling eingeht und selbstironisch behauptet, dass man mit der neuen Vorschau vor Rickrolling geschützt sei. Zitat von der Webseite: Trillian 4.2 for Windows Public Beta: Upgraded Windows Live protocol, can detect Rickrolls.[12]
- Zum Start der zweiten Staffel von Westworld veröffentlichen die Macher über YouTube ein Video, das angeblich die gesamte Geschichte der zweiten Staffel erklärt. Nach Minute 1:38 singt die Hauptdarstellerin Evan Rachel Wood eine Coverversion des Songs. Der Rest des Videos ist eine Aufnahme eines Hundes vor einem Klavier, bei der im Hintergrund die Titelmelodie der Serie gespielt wird.[13]
- Im 2018 erschienenen Disney-Animationsfilm Chaos im Netz (Originaltitel: Ralph Breaks the Internet) werden Zuschauer gerickrollt, die bis zum Ende des Abspanns zusehen. Hier wird eine exklusive Vorschau zu Die Eiskönigin II angekündigt, aber stattdessen wird Ralph (der Titelheld) gezeigt, der Never Gonna Give You Up singt.[14]
- Am 17. Juni 2020 stellte Rick Astley ein Foto auf der Social-Media-Plattform Reddit online, das ihn auf einem Fahrrad im Backstage-Bereich eines Las-Vegas-Konzerts von 1989 zeigt. Ein User (u/theMalleableDuck) kommentierte unter dem Bild, ein großer Fan von Rick zu sein und ihn im Alter von 12 Jahren während eines Backstage-Events getroffen zu haben. Ein Linkverweis im Wort backstage event sollte dabei suggerieren, zu einem Foto oder einer anderen Art von Andenken über diesen Tag zu führen. Der Link führt jedoch zu einem Youtube-Video mit dem Song Never Gonna Give You Up. Offenbar fasziniert davon, ein Opfer seines eigenen Memes geworden zu sein, antwortete Rick Astley darauf mit dem Beifall-Emoji.[15][16]
- Für Doom gibt es eine Modifikation, bei der man eine Waffe aufhebt und dann einen Ghettoblaster in Händen hält, welcher beim „Feuern“ den Hit spielt und dadurch die Gegner tötet.
- Zur Eröffnung des neuen YouTube-Channels des US-Kongresses veröffentlichte Nancy Pelosi, die Sprecherin des Repräsentantenhauses, im Januar 2009 auf ihrem YouTube-Channel ein Video über die Katzen des Kapitols, wobei nach der Hälfte des Videos Rick Astley auftaucht.[17]
- Im Jahr 2021 rickrollte der englischsprachige YouTuber TheTekkitRealm durch das Schalten von Videowerbung über 5,2 Millionen Personen.[18][19]
- Ein Merkspruch, um nicht auf das Rickrolling hereinzufallen, lautet „XcQ – der Link bleibt zu“, oder im Englischen „XcQ – the link stays blue“. Dabei bezieht sich das „XcQ“ auf die letzten drei Buchstaben der ID des offiziellen YouTube-Videos: dQw4w9WgXcQ.
- Anlässlich der Volksabstimmung in Dänemark über die Aufhebung des Verteidigungsvorbehalts am 1. Juni 2022 hängte die Partei Alternativet Wahlplakate auf, die hintereinander gehängt mit Never gonna give EU up, Never gonna let EU down und Never gonna turn around and desert EU beschriftet waren.[20]